# Julibeth Payano
Julibeth Payano Veras (Santo Domingo, 28 de maio de 1999) é uma voleibolista indoor e  jogadora de vôlei de praia dominicana.

## Carreira
No ano de 2017 competia com Camila Moneró no Circuito NORCECA de Vôlei de Praia na etapa da Punta Cana  e terminaram na nona posição; na temporada do referido circuito, no ano seguinte, esteve com Alondra Berroa e finalizou na décima nona posição na etapa de Punta Cana e o oitavo na etapa de Boca Chica. Na temporada de 2019, competiu formando dupla com Deanny De La Cruz obtendo no circuito NORCECA o décimo lugar na etapa de Punta Cana, décimo terceiro em Boca Chica e sexto na etapa de Hato Mayor del Rey. 
Passou a competir no vôlei de quadra, na posição de ponteira, na temporada 2021 pelo clube dominicano Cristo Rey. e no período 2021-22 pelo time peruano Grupo SOAN/Golazo Comas  e terminou na nona posição.
Em 2022 disputou com Jeneiry Rosario a etapa de Varadero pelo circuito NORCECAe qualificaram após terceiro lugar no qualificatório NORCECA em Punta Cana e disputaram o Campeonato Mundial de Vôlei de Praia de 2022 em Roma.
Em 2023,  passou a formar dupla com Bethania Almánzar e foram medalhistas de prata  nos Jogos Centro-Americanos e do Caribe em San Salvador e  juntas disputou a edição do Campeonato Mundial de Vôlei de Praia de 2023 nas cidades mexicanas de Tlaxcala de Xicohténcatl,  Apizaco e Huamantla.